# Зарудное
Зарудное (укр. Зарудне; до 2024 года — Василевка) — село, Андрияшевская сельская община, Роменский район, Сумская область, Украина.
Код КОАТУУ — 5924182601. Население по переписи 2001 года составляло 623 человека.

## Географическое положение
Село Зарудное находится на берегу безымянного ручья, который через 1 км впадает в реку Артополот.
На расстоянии в 1 км расположено село Братское, в 1,5 км — село Андреевка.

## История
- Село Зарудное создано в январе в 1928 года в результате соединения хуторов Зарудний и Герасимовка (возникли в начале XIX века). Названо в честь уроженца хутора Зарудний Василия Яковлевича Яременко, расстрелянного деникинцами.

## Экономика
- Молочно-товарная и свинотоварная фермы, машинно-тракторные мастерские.
- «Урожай», фермерское хозяйство.

## Достопримечательности
- Братская могила советских воинов.

## Объекты социальной сферы
- Школа I—II ст.